# Analyse technique
Pour les articles homonymes, voir Analyse technique (homonymie).
 (juin 2012).
Si vous disposez d'ouvrages ou d'articles de référence ou si vous connaissez des sites web de qualité traitant du thème abordé ici, merci de compléter l'article en donnant les références utiles à sa vérifiabilité et en les liant à la section « Notes et références ».
 (septembre 2016).
Améliorez-le ou discutez des points à vérifier. 
L'analyse technique consiste en l’étude des graphiques des cours de bourse et des différents indicateurs déduits des cours dans le but de potentiellement prévoir l'évolution des marchés.
L’outil principal de l’analyste technique est le graphique qui permet la visualisation et l'analyse d’un actif. Cette extrapolation graphique peut être appliqué à tout type d'actif ( indices, action, taux et matières premières) dès lors que son prix est déterminé par la rencontre de l'offre et de la demande.
Le but déclaré de l’analyse technique est la prévision des tendances et des signes de retournements de tendance. Il s’agit d’identifier des conditions et des tendances de marchés via différent outils (figures remarquables ou signaux donnés par des outils mathématiques).
L’analyse technique n'est pas une science exacte. Il s'agit davantage d'une science humaine puisque son objet d'étude porte sur l'analyse et la compréhension de la psychologie du marché. Toutefois, elle est aujourd'hui largement supplantée par l'analyse quantitative.

## Histoire
Les Japonais ont été les premiers à utiliser l'analyse technique pour faire du commerce financier sur l'un des plus anciens marchés à terme de la planète, à savoir celui du riz. Les Japonais ont commencé à traiter ce marché au XVIIe siècle. À cette époque, il arrivait que la récolte future de riz soit vendue à l'avance. Ces contrats étaient appelés contrats vides de riz. C'est l'origine du marché à terme qui engendra une forte spéculation qui engendra elle-même l'analyse technique japonaise.
Munehisa Homma (1724-1803) découvrit que les marchés étaient influencés par la psychologie et les émotions des intervenants. La perception des récoltes pouvait être ainsi très différente de la réalité. Autrement exprimé, il se rendit compte que le prix et la valeur d'un bien étaient deux notions distinctes.
Homma pourrait être à l'origine de la représentation en chandeliers japonais qui semble apparue à la fin du XIXe siècle au Japon sous l'ère Meiji.
Cette technique est restée méconnue aux yeux de l'Occident jusqu'en 1990 lorsque Steve Nison la dévoile à la suite d'un voyage professionnel au Japon.
En Europe, certaines caricatures du XIXe siècle montraient des spéculateurs en train d’étudier des graphiques historiques et ce bien avant une quelconque théorisation de ce genre d’étude. Jesse Livermore, dont l’aventure boursière est racontée dans les Mémoires d’un spéculateur, prend ses décisions sur de simples considérations de marchés et non sur des données fondamentales. En étudiant la psychologie du marché sur la base de son expérience personnelle, il découvre des similitudes dans certaines situations qui lui permettent de prévoir des retournements de tendances. En cela, on peut le voir comme un précurseur de l’analyse technique.
Mais ce fut à la fin du XIXe siècle qu'apparurent les premières grandes théories : la théorie de Dow par Charles Dow, la théorie des vagues d’Elliott de Ralph N. Elliott et la théorie des angles de Gann par William D. Gann. Chacune de ces théories pose les hypothèses « philosophiques », voire ésotériques, à partir desquelles diverses écoles d’analyse technique se sont construites.
C’est au début des années 1990 que les analystes techniques recommencent à publier des livres, articles sur le sujet et popularisent leurs méthodologies et interprétations des graphiques boursiers. Certaines de ces publications descendent directement des travaux des pères fondateurs, d’autres apportent leurs propres contributions à la théorie en créant de nouveaux outils comme les oscillateurs. Les plus célèbres théoriciens modernes sont Robert Prechter qui a complété et expliqué la théorie des vagues d’Elliott, S. Nison qui préconise l’utilisation des chandeliers japonais et Wilder qui a développé le RSI (relative strenght index), oscillateur borné qui ouvrira la voie à une analyse technique plus quantitative permettant d’avoir des indications sur l’ampleur et la force d’un mouvement. Charles K. Langford a développé la méthode Langford (Le chasseur de tendances boursières, Québecor, 2006) pour dépister les tendances boursières à l'aide des indicateurs techniques.

## Principes
Il existe trois axiomes fondamentaux qui régissent et fondent l’analyse technique :

### Le marché prend tout en compte
Ce point est certainement le plus important de tous puisqu’il justifie le fait que l’analyse technique ne s’intéresse qu’aux seules données de marché et non pas aux données fondamentales comme les statistiques économiques ou les résultats des entreprises. En effet si, à chaque instant, le cours d’un actif sous-jacent intègre immédiatement toute l’information disponible sur les marchés, alors il n’est plus besoin de s’intéresser aux données fondamentales puisqu’il est quasiment impossible de profiter d’un effet d’annonce.

### Les cours suivent des tendances
C’est l’observation des graphiques historiques de cours qui fait dire à l’analyste technique que le marché suit des tendances. L’étude d’un graphique boursier permet d’identifier des phases de hausses et des phases de baisses sur des périodes allant de quelques minutes à plusieurs années. Pour expliquer que ce phénomène n’est pas uniquement dû au hasard, l’analyse technique s’appuie sur l’analyse psychologique des foules dont elle prétend être une application sur les marchés. Un marché, comme une foule, peut donc être pris soit dans une dynamique d’optimisme (voire d'euphorie) soit dans une dynamique de pessimisme (voire de désespoir) soit en phase d’hésitation. Ceci se reflète sur un graphique par des périodes de hausse, de baisse ou de stagnation des cours, périodes qu’on nommera respectivement trend haussier, trend baissier et range. On signalera que si l’existence d’un « bruit » dans l’évolution des cours est admise par les analystes techniques, ces derniers récusent le fait que les cours de bourse soient eux-mêmes complètement un bruit comme le considèrent les tenants des théories de la marche au hasard.

### L’histoire se répète
L’avenir est déterminé par le passé sur les marchés et les mêmes « erreurs » se répètent toujours (formation de bulles spéculatives et krachs). Là encore, cette idée découle de l’analyse psychologique d’une foule. Les sociologues qui se sont intéressés aux foules ont affirmé que celles-ci avaient des comportements propres n’ayant pas de lien avec une simple somme de comportements individuels. Une foule est mue par certains principes qui parviennent à transcender la psychologie de chaque individu la composant. Le tout aura plus d’influence sur la partie que chaque partie n’en aura sur le tout du fait du phénomène d’imitation existant au sein de tout groupe. La décision d’un individu au sein d’une foule est fondée sur l’idée qu’il se fait de la décision que vont prendre les autres individus composant cette foule et non sur sa perception normale de la réalité. Si l’individu peut apprendre du passé, la foule, elle, n’en apprend rien et évoluera souvent de la même façon dans des situations identiques. Ceci s'applique aux marchés : le fait que krachs et bulles spéculatives soient récurrents sont les exemples les plus probants de l’existence de ce principe d’imitation qui interdit toute leçon du passé à la foule.
Les lois ou phénomènes remarqués par les analystes techniques et dont ils essaient de tirer profit ne sont pas pour eux des absolus puisqu’ils imaginent en général plusieurs scénarios avant une décision. Considérer l’analyse technique comme une approche pratique du trading plus que comme une science n’est donc pas une erreur, les tenants de cette discipline en ayant eux-mêmes souvent cette vision. Toutefois ce qui fait la force de l’analyse technique et qui peut amener à la considérer comme une science (sociale et non dure) est qu’elle est produite et utilisée par des opérateurs qui ont une vue quotidienne et pragmatique des marchés.
Une des citations célèbres ayant rapport à l'analyse technique est celle de George Lanes : "La tendance est votre amie". Cette phrase résume bien les avantages mais aussi controverses de l'analyse technique.

### Résistances et supports
« Les résistances et supports sont à la base de l'analyse technique. Ce sont des zones psychologiques ou les acheteurs et vendeurs s'affrontent. Ce sont sur ces niveaux que les probabilités d'une baisse ou d'une hausse de l'actif sont les plus fortes. Les résistances et supports sont formés par des plus hauts/bas reliés par une ligne qui peut être horizontale, ascendante ou descendante. Les résistances et supports sont le résultat de la confrontation entre les acheteurs et les vendeurs d'un actif. Ce sont des zones ou certains investisseurs vont prendre leurs bénéfices, d'autres vont renforcer leur position ou encore trader la cassure du support ou de la résistance. »

## Débats et controverses
La question de savoir si l'analyse technique fonctionne réellement est controversée.

### L’analyse technique comme science occulte
Cette assertion se base sur la possibilité de prédire une action humaine et donc de nier totalement l’autonomie du comportement humain. Pour l’analyste technique, la réponse est évidemment non. Il s’agit simplement, lors d’un diagnostic du marché, de remarquer que dans des situations identiques, le comportement du marché sera souvent le même. Appliquer les probabilités au comportement d’une foule, plus que théoriser ce comportement, tel est l’enjeu de l’analyse technique. Toutefois certaines méthodes sont considérées par certains comme ayant des fondements ésotériques plus que scientifiques. C’est le cas de la théorie des vagues d’Elliott fondée sur le nombre d’or.

### Le débat analyse technique/analyse fondamentale
Ce débat concerne les éléments déterminants de l’évolution du marché. L’analyse fondamentale essaie de quantifier l’effet des statistiques et autres résultats d’entreprises ou économiques sur l’évolution générale des marchés. L’analyse technique, quant à elle, sans nier l’effet qu’ont les fondamentaux sur les marchés, pense qu’il suffit de considérer le marché en tant que tel pour prévoir l’évolution des marchés. L’analyse technique prétend donc alors prendre en compte non pas les fondamentaux mais l’état psychologique exact du marché qui se trouve être quantifié par les variations de prix, de volumes et d'indicateurs techniques. Enfin il est raisonnable de penser que ces deux types d'analyse puissent correspondre à des modes de trading particuliers. À titre d'exemple, l'analyse fondamentale semble ne pas être adaptée au négoce d'options binaires en ce qu'il consiste à prédire l'évolution d'un actif sur le très court terme, alors que l'analyse technique semble bien plus appropriée à ce type d'investissement.

### Le débat analyse technique/théorie de la marche au hasard
La marche au hasard du cours des actions a été identifiée en 1953 par Maurice Kendall et a été notamment reprise dans le livre de Burton Malkiel A Random Walk Down Wall Street. Les tenants de cette thèse postulent qu'il est impossible de prédire si une action va monter ou baisser dans la minute qui va suivre. « Le désordre est un ordre auquel on ne s’attend pas » disait Bergson. Cette phrase, les analystes techniques l’appliquent aux marchés financiers puisqu’ils pensent que même si l’étude brute d’un graphique donne une apparence d'évolution aléatoire, une étude détaillée permet d’identifier des séquences qui se reproduisent dans le temps et qui donnent lieu souvent à la même évolution à terme, ceci quel que soit le marché.

### L’analyse technique serait auto-réalisatrice
Certains pensent que si l’analyse technique fonctionne, c’est qu’une majorité d’opérateurs y croient et qu’en cela, ils créeraient les tendances qu’ils pensent prévoir. Pour que cette assertion soit valable, il faudrait que la majorité des détenteurs de capitaux croient en l’analyse technique et que tous les analystes techniques prévoient exactement la même chose au même moment. Or ceci est loin d’être vrai. Un certain nombre[réf. nécessaire] d'opérateurs en bourse récusent la validité de l’analyse technique. De plus, tous les analystes techniques n’ont pas forcément le même point de vue sur le marché à un même moment (parce que tous n'ont pas le même horizon de placement ni la même stratégie d'investissement, sans compter ceux qui se trompent).

### L’analyse technique comme un outil de gestion des risques
De nos jours, l'analyse technique est aussi perçue comme un outil de gestion des risques. En utilisant ses concepts fondamentaux (résistances, supports, tendances, chandeliers, etc.), l'investisseur peut chercher à définir suivant un horizon de temps court-terme, moyen-terme ou long-terme la direction d'un futur cours ainsi que le niveau qui invalide son hypothèse. C'est cette invalidation qui doit servir dans un objectif de protection de capital et de calcule de taille de position.